# Nunca el tiempo es perdido
Nunca el tiempo es perdido es el segundo álbum de estudio del cantautor español Manolo García como solista, fue lanzado al mercado en 2001.

## Lista de canciones

### Edición en CD
Todas las canciones escritas y compuestas por Manuel García García-Pérez. 
| N.º | Título                                                      | Duración |  |
| 1.  | «Sin que sepas de mi»                                       | 5:14     |  |
| 2.  | «Suave, suave»                                              | 3:57     |  |
| 3.  | «Rosa de Alejandría»                                        | 4:34     |  |
| 4.  | «Somos levedad»                                             | 5:00     |  |
| 5.  | «Con los hombres azules»                                    | 4:50     |  |
| 6.  | «Vendrán días»                                              | 4:48     |  |
| 7.  | «Mientras observo al afilador»                              | 6:16     |  |
| 8.  | «Nunca el tiempo es perdido»                                | 4:28     |  |
| 9.  | «Por respirar»                                              | 4:43     |  |
| 10. | «Alegre como una mosca ante un pastel de bodas»             | 4:55     |  |
| 11. | «Prendí la flor»                                            | 3:59     |  |
| 12. | «En los desiertos por habitar»                              | 3:11     |  |
| 13. | «Alegre como una mosca ante un pastel de bodas» (Fragmento) | 0:37     |  |
| 14. | «Un plan»                                                   | 5:06     |  |

### Edición en Doble Vinilo
| Disco 1 · Cara A |                       |          |  |
| N.º              | Título                | Duración |  |
| 1.               | «Sin que sepas de mí» | 5:14     |  |
| 2.               | «Suave, suave»        | 3:56     |  |
| 3.               | «Rosa de Alejandría»  | 4:34     |  |
| 4.               | «Somos levedad»       | 4:59     |  |

| Disco 1 · Cara B |                                |          |  |
| N.º              | Título                         | Duración |  |
| 1.               | «Con los hombres azules»       | 4:49     |  |
| 2.               | «Vendrán días»                 | 4:48     |  |
| 3.               | «Mientras observo al afilador» | 6:15     |  |

| Disco 2 · Cara A |                                                 |          |  |
| N.º              | Título                                          | Duración |  |
| 1.               | «Nunca el tiempo es perdido»                    | 4:26     |  |
| 2.               | «Por respirar»                                  | 4:42     |  |
| 3.               | «Alegre como una mosca ante un pastel de bodas» | 4:54     |  |

| Disco 2 · Cara B |                                                             |          |  |
| N.º              | Título                                                      | Duración |  |
| 1.               | «Prendí la flor»                                            | 3:58     |  |
| 2.               | «En los desiertos por habitar»                              | 3:09     |  |
| 3.               | «Alegre como una mosca ante un pastel de bodas» (Fragmento) | 0:38     |  |
| 4.               | «Un plan»                                                   | 5:08     |  |

## Curiosidades
- Manolo se inspiró en la película Gladiator para componer algunos de los temas del disco.
- Gavin Harrison, del grupo de rock inglés Porcupine Tree, se encarga de tocar la batería en este disco.

- Datos: Q6047094